# Firmin De Smidt
Firmin Jeanne Maurice De Smidt (Brugge, 15 juli 1904 – Gent, 24 mei 1983) was een broeder van de Christelijke Scholen, Belgisch architect en hoogleraar.

## Levensloop
Firmin De Smidt was de zoon van Bernard De Smidt en Elisa Simoen. Op 29 december 1928 trad hij binnen in het noviciaat van de Broeders van de Christelijke Scholen in Groot-Bijgaarden en kreeg het kloosterkleed op 3 februari 1929.
Hij behaalde op 15 juli 1929 het diploma van architect aan de Sint-Lucasschool in Gent. Op 4 februari 1930 deed hij zijn eerste geloften voor één jaar en op 16 september 1931 zijn geloften voor drie jaar. In 1932 behaalde hij de licentie Kunstgeschiedenis aan de Rijksuniversiteit Gent. Op 30 juli 1935 deed hij zijn eeuwige geloften (professie).
Op 12 juli 1937 promoveerde hij aan de universiteit van Gent tot doctor in de Kunstgeschiedenis en Oudheidkunde. Hij werd leraar aan het Hoger Instituut Sint-Lucas in Gent. Bij besluit van de prins-regent van 8 maart 1946 werd hij er benoemd tot docent. Bij ministerieel besluit van 7 november 1947 werd hij benoemd tot docent ad interim in het in 1920 opgerichte Hoger Instituut voor Kunstgeschiedenis en Oudheidkunde (HIKO) van de Faculteit Letteren en Wijsbegeerte van de Rijksuniversiteit Gent. Bij besluit van de prins-regent van 15 mei 1949 werd hij benoemd tot hoogleraar met ingang van 1 november 1948 en in 1966 tot gewoon hoogleraar. Tot aan zijn emeritaat in 1973 doceerde hij de geschiedenis van de bouwkunst, de monumentenzorg en middeleeuwse archeologie.
Hij was medestichter van het Nationaal Centrum voor de studie van de Vlaamse Kunst in Spanje.
Hij was stichter en directeur van het Seminarie voor geschiedenis der bouwkunst en middeleeuwse archeologie (Rijksuniversiteit Gent).
Hij was een gezaghebbend lid van de Koninklijke Commissie voor Monumenten en Landschappen. Tussen 1932 en 1959 publiceerde hij aan aantal belangrijke studies over de bouwkunst te Brugge, Torhout en Ieper. Zijn boek De Romaanse kerkelijke bouwkunst in West-Vlaanderen (Gent, 1940, 389 blz.) blijft een standaardwerk. Het jaar voordien was van de hand van Michiel English ook Romaansche bouwkunst in Westvlaanderen (Brugge, 1939, 161 blz.) verschenen.
Beiden waren blijkbaar tegelijkertijd met dat onderwerp bezig. Door zijn leeropdracht in Gent en zijn belangrijke opgravingen in die stad kwam hij er niet meer toe om nog over Brugge te publiceren, maar trad met plezier op als promotor van licentiaatsverhandelingen die handelden over de bouwkunst in Brugge, Kortrijk of Ieper.
Zijn grote monumentale studies handelen over de Gentse bedehuizen zoals de Sint-Baafsabdij, de Sint-Baafskathedraal, de Sint-Jacobskerk en vooral de Sint-Niklaaskerk, waarvan hij de restauratiewerken leidde. Zijn cursus monumentenzorg was rechtstreeks geïnspireerd op de praktijk.

## Lidmaatschappen
In 1943 werd hij corresponderend lid van de Koninklijke Academie voor Oudheidkunde van België.
In 1949 werd hij lid van het Provinciaal Raadgevend Comité voor Oudheidkundige opgravingen (provincie Oost-Vlaanderen).
In 1953 werd hij lid van de Stedelijke Commissie voor Monumenten en Stadsgezichten van Gent.
In 1955 werd hij lid van de Stedelijke Commissie van de Oudheidkundige Museums van Gent.
Bij KB van 23 november 1955 werd hij corresponderend lid van de Koninklijke Vlaamse Academie voor Wetenschappen, Letteren en Schone Kunsten van België, Klasse der Schone Kunsten).
Bij KB van 9 september 1958 werd hij werkend lid van de Koninklijke Vlaamse Academie voor Wetenschappen, Letteren en Schone Kunsten van België, Klasse der Schone Kunsten)
In 1959) werd hij lid van de Provinciale Commissie voor Culturele aangelegenheden (provincie Oost-Vlaanderen).
Bij KB van 20 september 1960 werd hij benoemd tot werkend lid van de Koninklijke Commissie voor Monumenten en Landschappen (sectie monumenten).

## Publicaties
- De oude kerk te Ettelgem, in: Jaarboek van het St.-Lucas- en St.-Jozef-gild, Gent, 1928-1932.
- De verdwenen Sint-Donaaskerk te Brugge, in: Jaarboek van het St.-Lucas- en St.-Jozefgild, Gent, 1934-1935.
- Het voormalig klooster der geschoeide Karmelieten te Gent (met R. Warie), Gent, 1936.
- De burgerlijke bouwkunde te Brugge in de XVIde eeuw, in: Jaarboek van het St.-Lucas- en St.-Jozefgild, Gent, 1936-1937 en in: Handelingen van het vierde Congres voor Algemene Kunstgeschiedenis, Gent, 1938.
- De romaansche kerkelijke bouwkunst in West-Vlaanderen Gent, Sint-Lukaskunstdrukschool, 1940.
- De Karolingische kerkelijke bouwkunst in het oud graafschap Vlaanderen, in: Handelingen van het zesde congres voor Algemeene Kunstgeschiedenis, Gent, 1942.
- De kerk van Torhout in het licht der jongste opgravingen (met G. Meersseman), Antwerpen, Reeks Archeolog:sche Handelingen, 1942.
- Burgerlijke bouwkunde, woordenlijst (met M. Werquin) LC.E.N.T.T.O., Antwerpen, 1943.
- Het Oosterlingenhuis te Brugge en zijn ontwerper Jan vanden Poele, Antwerpen, Reeks Archeologische Handelingen, 1948.
- Romaanse bouwkunst in West-Vlaanderen, in: tijdschrift. West-Vlaanderen, Tielt, 1952.
- Sint-Basilius te Brugge, in:, Schets, Gent, 1952-1953.
- Ieper, Sint-Maartenskerk, in: Schets, Gent, 1953-1954.
- Ieper, hallen, belfort en nieuwerck, in: Schets, Gent, 1953-1954.
- De wederopbouw van halle en belfort te Ieper, in: tijdschrift West-Vlaanderen, Tielt, 1954.
- Poging van de Broeders van de Christelijke Scholen tot het openen van een school te Brugge in 1732 (met Remi Parmentier, Gent, 1954.
- Opgravingen in de Sint-Baafsabdij te Gent: de abdijkerk, Gent, 1956.
- Krypte en koor van de voormalige Sint-Janskerk te Gent in het licht van de jongste archeologische opzoekingen, Gent, 1959.
- Een XVde-eeuws kerkinterieur (over de St-Donaaskerk in Brugge), in: Gentse Bijdragen tot de Kunstgesdhiedenis en de Oudheidkunde, Gent, 1959.
- De Sint-Niklaaskerk te Gent: een paar archeologische gegevens, Brussel, Paleis der Academiën, 1978.
- De kathedraal te Gent: archeologische studie, Gent, 1962.
- De Sint-Jacobskerk te Gent: archeologische studie, Gent, 1966.
- De restauratie van de Sint-Niklaastoren te Gent: archeologische studie, Gent, 1967.
- De "Modelle" van de kataloog van de "Confrerie van de Berechtinge" in de Sint-Niklaaskerk te Gent, Gent 1968.
- De Sint-Niklaaskerk te Gent: archeologische studie, Gent, 1969.
- Het westportaal van de Sint Niklaaskerk te Gent, Gent, 1970.
- Twee H. Sacramentstorentjes in de Sint-Nikolaaskerk te Gent, Gent, 1971.
- De kapel van de metselaarsnering in de Sint-Niklaaskerk te Gent: gewelfschildering, Gent, 1973.
- Enkele XIIIde-eeuwse steenhouwersmerken in de Sint-Niklaaskerk te Gent, Gent, 1974.
- ’’Het verhoudingssysteem van "beweerp vanden beelfroete" van Gent’’, Gent, 1975.
- Het verworden van een portaal Sint-Niklaaskerk te Gent, Gent, 1975.